# Чернушка чёрная
Чернушка чёрная (лат. Erebia melas) — дневная бабочка из рода Erebia в составе семейства бархатниц. Длина переднего крыла 20—23 мм. Гусеницы питаются злаками из рода мятлик.

## Этимология названия
Melas (с древнегреческого) — «чёрная».

## Ареал
Горы Юго-восточной Европы (Словения, Хорватия, Босния и Герцеговина, Сербия, Албания, Северная Македония, Болгария, Румыния, Греция).
Приводился в качестве возможного для Украинских Карпат со ссылкой на Зейтца. Не исключается находка данного вида в Мармарошском массиве (Закарпатская области) и Буковинских Карпатах.
Бабочки населяют субальпийские и альпийские луга, встречается на обнаженных горных известняковых склонах, полянах горных лесов на высотах до 2200 м н.у.м. Очень локальный вид.

## Охрана
В Красной книге Международного союза охраны природы (МСОП) вид имеет 4 категорию охраны (LR (NT).